# Belette
Pour les articles homonymes, voir Belette (homonymie).
Cet article court présente un sujet plus développé dans plusieurs articles dérivés.
Taxons concernés
Le terme « belette » est un nom vernaculaire ambigu en français. Il désigne la plupart du temps la Belette d'Europe mais aussi diverses espèces de mustélidés :
- les belettes du genre Mustela[1] :
  - la Belette de montagne, Belette des Alpes ou Putois des montagnes (M. altaica)[1],[2],
  - la Belette à ventre jaune ou Putois à ventre jaune (M. kathiah)[1],[2],
  - la Belette, Belette d'Europe ou Belette pygmée (M. nivalis)[1],[2],
  - la Belette malaise (M. nudipes)[1],
  - la Belette putois, Putois ou Putois d'Europe (M. putorius)[1],
  - la Belette égyptienne (M. subpalmata)[3],
  - la Belette de Sibérie, Putois de Sibérie ou Vison de Sibérie (M. sibirica)[1],[2] ;
- les belettes du genre Neogale :
  - la Belette tropicale ou Belette de Desmarest (N. africana)[1],[2],
  - la Belette colombienne (N. felipei)[1],
  - la Belette à longue queue ou Belette américaine (N. frenata)[1],[2] ;
- la Belette rayée d'Afrique, Zorille à nuque blanche ou Pœcilogale (Poecilogale albinucha)[4].

Belettes (mustélidés du genre Mustela)
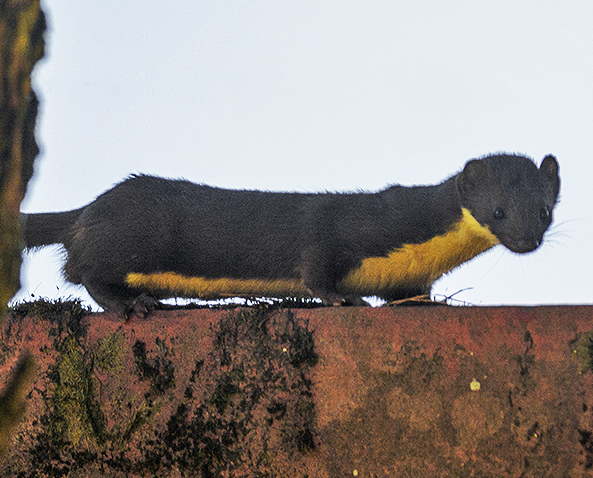
Belette à ventre jaune (M. kathiah)
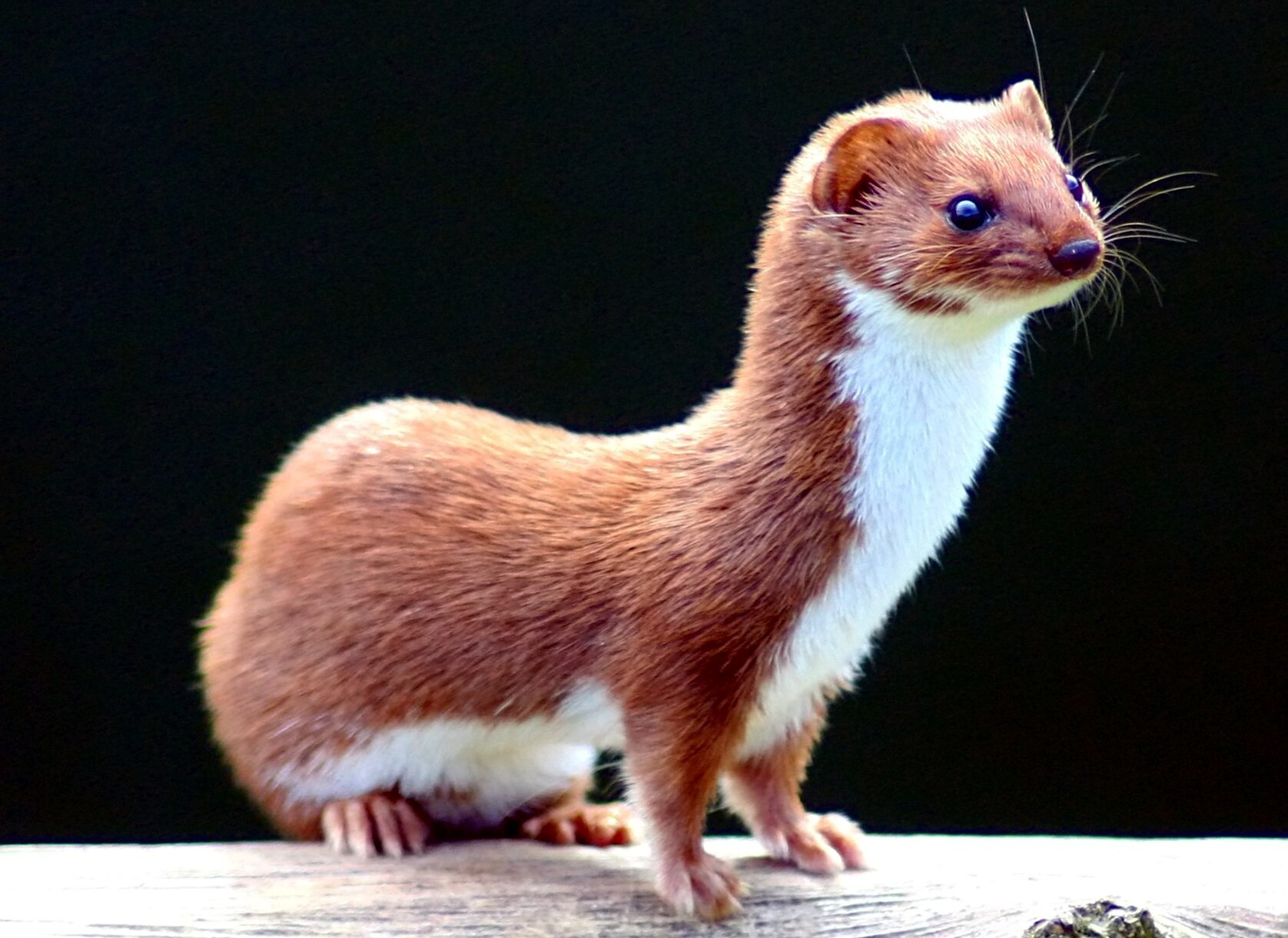
Belette (M. nivalis)
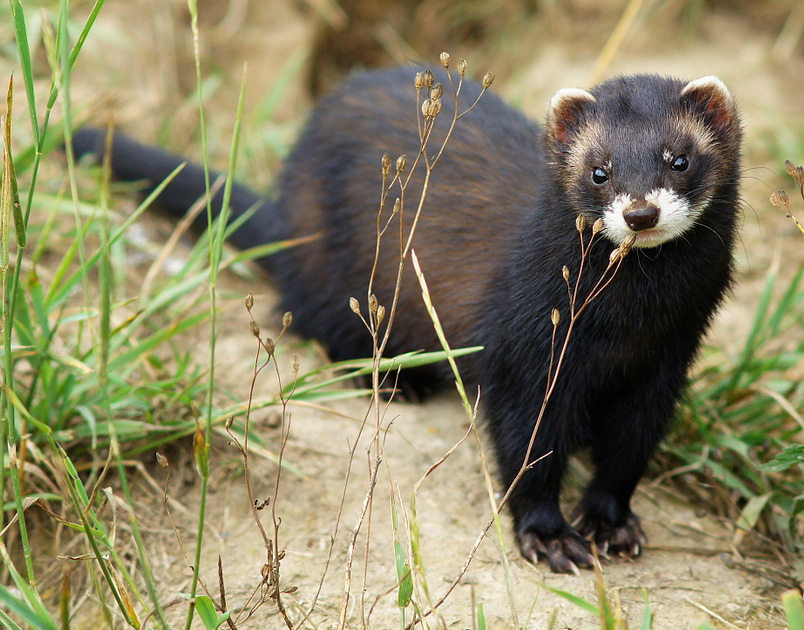
Belette putois (M. putorius)
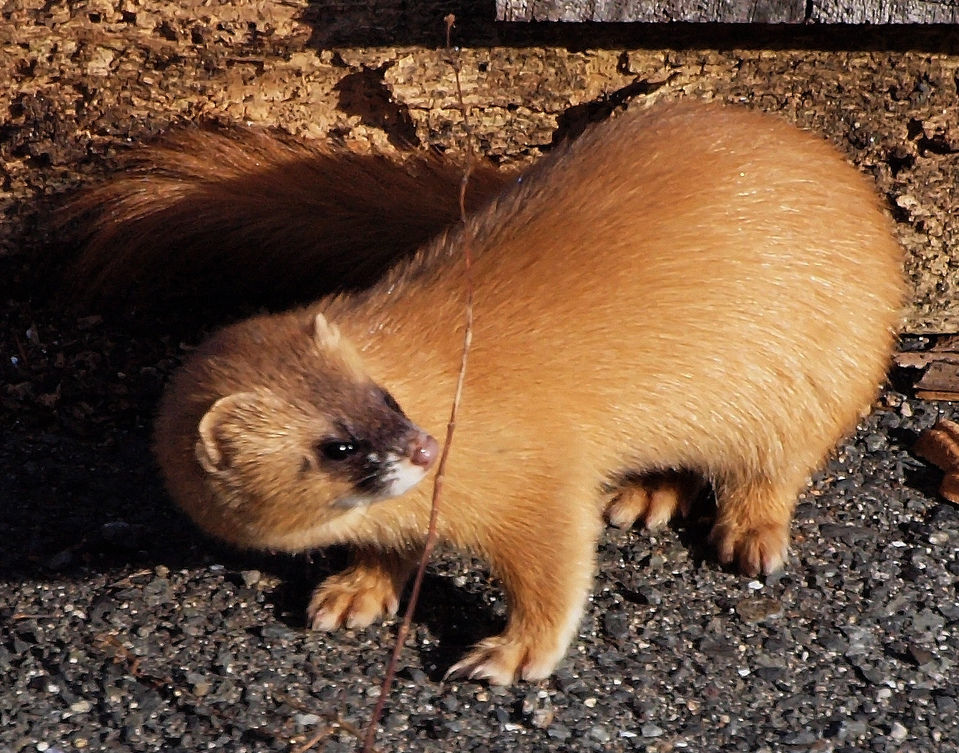
Belette de Sibérie (M. sibirica)

Belettes (autres mustélidés)
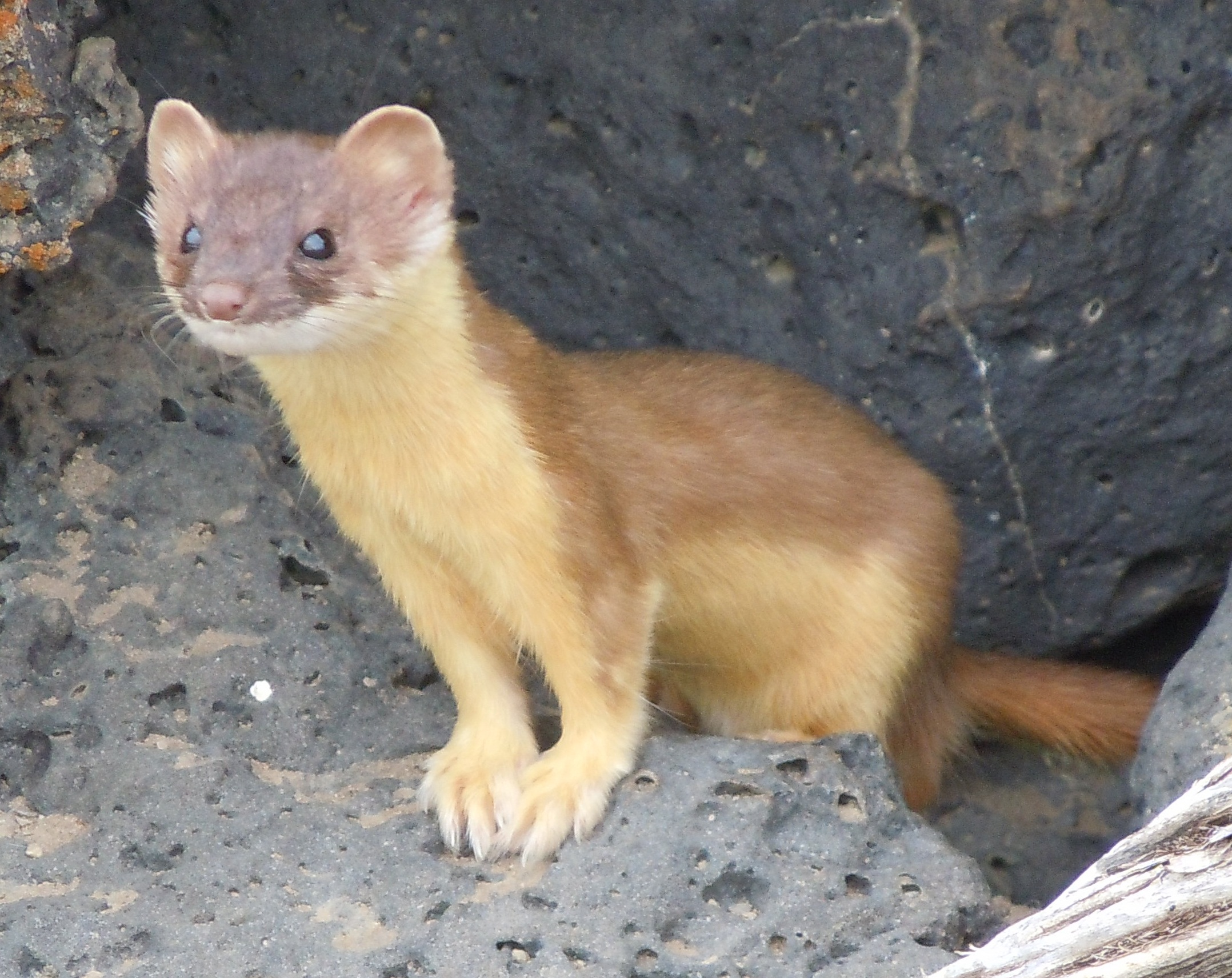
Belette à longue queue (Neogale frenata)
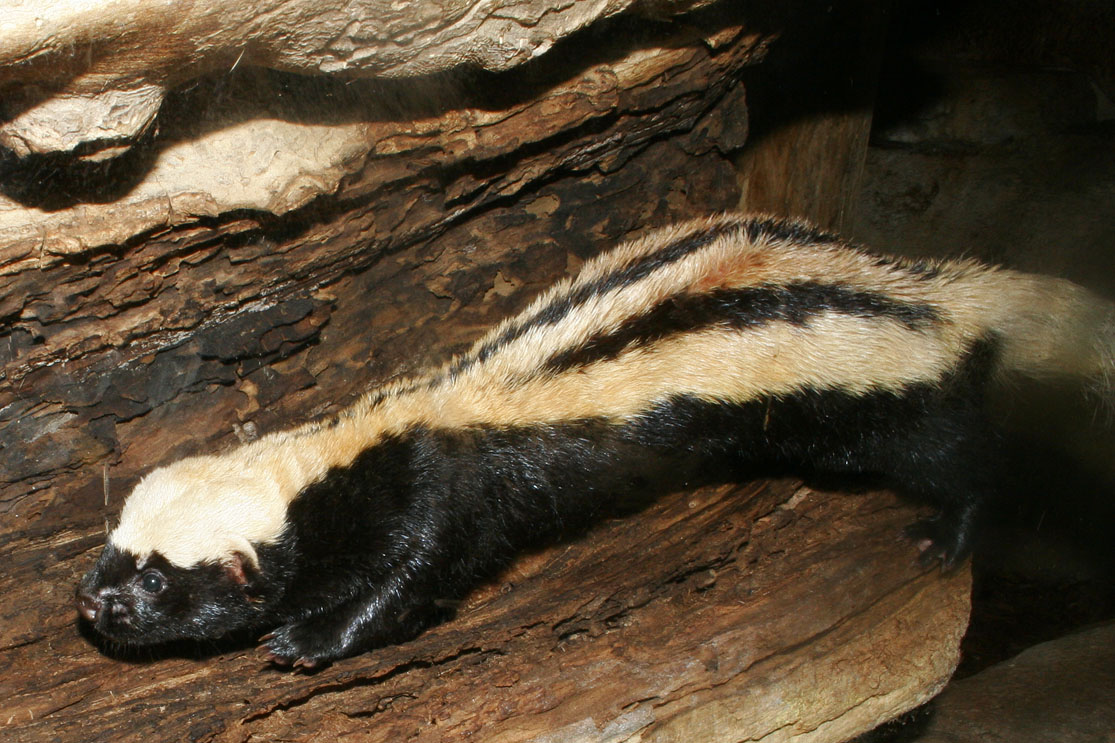
Putois congolais (Poecilogale albinucha)

Par extension, d'autres mammifères appartenant à des ordres différents sont également qualifiés de « belettes » :
- le Cobaye-belette (Galea musteloides), un rongeur[5] ;
- les lémurs belettes ou lépilémurs (genre Lepilemur), des primates[6].

Belettes (autres mammifères)
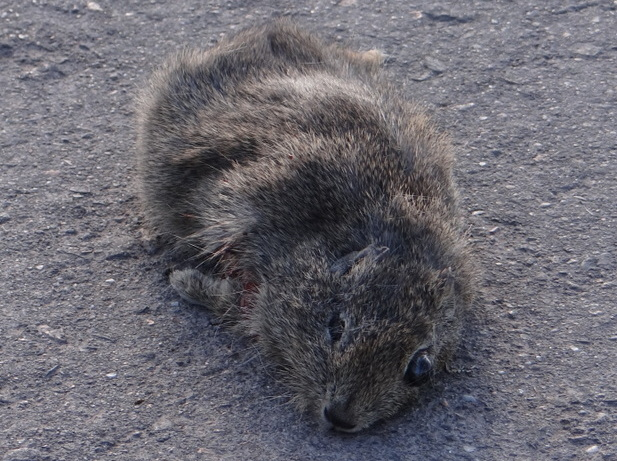
Cobaye-belette (Galea musteloides)
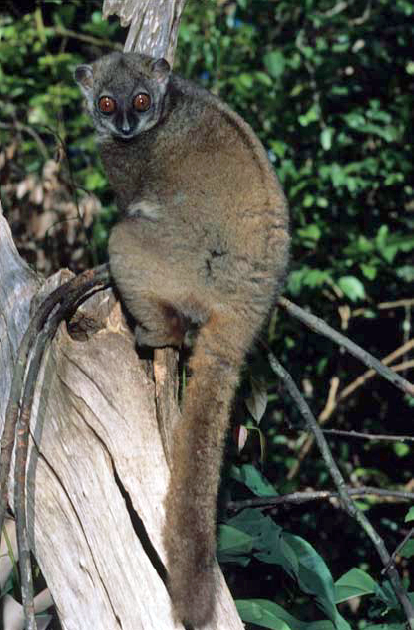
Lépilémur de Sahamalaza (Lepilemur sahamalazensis)